# ریک رابرسون
ریک رابرسون (۷ ژوئیه ۱۹۴۷–۳ مه ۲۰۲۰) یک بسکتبالیست حرفه ای آمریکایی بود که در انجمن ملی بسکتبال (NBA) برای لس آنجلس لیکرز (۱۹۶۹–۷۱)، کلیولند کاوالیرز (۱۹۷۱–۷۳)، پورتلند تریل بلیزرز (۱۹۷۳–۱۹۷۴)، نیواورلئان جاز (۱۹۷۴–۱۹۷۵) و کانزاس سیتی کینگز (۱۹۷۵–۱۹۷۶) بازی کرد. رابرسون که در ممفیس، تنسی به دنیا آمد و بزرگ شد، در دبیرستان میچل بسکتبال بازی کرد، که در سال ۱۹۶۵ از آنجا فارغ‌التحصیل شد